# Берунийский район
Берунийский район (узб. Beruniy tumani / Беруний тумани, каракалп. Biruniy rayonı / Бируний районы) — административная единица в Каракалпакстане (Узбекистан). Административный центр — город Беруни.

## История
Берунийский район был образован в 1930 году как Шаббазский (Шабазский) район. В 1957 году Шаббазский район был переименован в Берунийский (Бирунийский) район. В 1963 году район был упразднён, а в 1964 году восстановлен.

## Административно-территориальное деление
По состоянию на 1 января 2011 года, в состав района входят:
- город районного подчинения

1. Беруни.

- городской посёлок

1. Булиш.

- 13 сельских сходов граждан

1. Абай,
2. Азад,
3. Алтынсай,
4. Беруни,
5. Бийбазар,
6. Дустлик,
7. Кызылкала,
8. Матонат,
9. Навои,
10. Саркоп,
11. Тинчлик,
12. Шабаз,
13. Шимам.

## Археология
На территории ширкатного хозяйства Азад Берунийского района в Ташкырманском оазисе находится городище Казаклы-яткан (Акшахан-кала), открытое в 1956 году. Возможно, в Акшахан-кале до Кята была столица Хорезма.
Международная Каракалпакско-австралийская археологическая экспедиция обнаружила здесь большое количество надписей арамейской письменности на древнехорезмийском языке и настенную живопись, относящуюся к III—II векам до н.э.